# Cronologie mesoamericane
Le cronologie mesoamericane sono modelli di approssimazione storiografica elaborate da specialisti per affrontare l'interpretazione dei dati riguardanti lo sviluppo dei popoli mesoamericani fino a prima della Conquista spagnola e del loro arrivo nei territori del Centro America. Quasi ogni studioso della storia mesoamericana ha prodotto una propria cronologia particolare che, con leggere sfumature, cerca di conformarsi a quella che si chiama cronologia tradizionale.
Quest'ultima corrisponde al modello classico di tripartizione della storia pre-ispanica del Mesoamerica. La cronologia tradizionale divide la storia della Mesoamerica in tre grandi periodi chiamati Periodo Preclassico, Periodo Classico e Periodo Postclassico.
Ciò nonostante il momento in cui inizia la storia della Mesoamerica con una civiltà e l'inizio e la fine di ciascuno di questi periodi rimane sempre fonte di controversia tra gli specialisti del settore. Per questo nacquero cronologie alternative che pretendono di abbordare la storia mesoamericana da punti di vista distinti, alcuni privilegiando la continuità dei processi culturali e storici, altri l'evoluzione dello stato nella regione; altri ancora i progressi dei processi di urbanizzazione delle varie società mesoamericane.

## Cronologia tradizionale
La cronologia che con maggior frequenza appare nelle opere dedicate all'archeologia mesoamericana divide la storia dei popoli indigeni pre-ispanici in tre grandi periodi chiamati Preclassico, Classico e Postclassico.
Varie critiche sono state fatte a questa cronologia. Apparsa per la prima volta a metà del XIX secolo, la cronologia tradizionale per la Mesoamerica ha come punto di riferimento la civiltà maya, portata alla conoscenza del mondo occidentale grazie alle opere Incidents of travel in Central America, Chiapas and Yucatan e Incidents of travel in Yucatan, di John Lloyd Stephens e Frederick Catherwood. I Maya furono trasformati nei Greci del Nuovo Mondo.
Due dei principali problemi degli archeologi al momento di applicare questa cronologia convenzionale sono la delimitazione dei periodi che formano la storia precolombiana del mesoamerica e lo sviluppo parallelo di diverse popolazioni che convissero nelle distinte regioni mesoamericane. Il primo problema che si presenta consiste nello stabilire quando comincia propriamente la storia dei popoli mesoamericani. Per alcuni archeologi la storia comincia con la comparsa dei primi indizi di ceramica nella Mesoamerica, la cosiddetta ceramica Pox, attorno al XXV secolo a.C.
In accordo con questa visione, la ceramica è un indicatore della fine del processo di nomadismo dei popoli mesoamericani che in quel tempo si convertivano da società nomadi a società agricole. Tuttavia, la validità dei ritrovamenti di ceramica Pox a Puerto Marqués (Guerrero, Messico) è stata messa in discussione dagli archeologi che non condividono la cronologia convenzionale mesoamericana e da altri che invece la sostengono, come Michael D. Coe o Christine Niederberger.

## Cronologia di Piña Chán
Formatosi come archeologo presso la "Escuela Nacional de Antropología e Historia" (ENAH) del Messico, Román Piña Chán fu uno degli archeologi messicani rappresentanti della cosiddetta archeologia sociale. Come neoevoluzionista, Piña Chán condivideva con i principali esponenti di questa corrente antropologica (come Vere Gordon Childe) l'idea che esiste una relazione tra lo stile di vita quotidiano di una società, i mezzi di produzione e le relazioni sociali derivate dalla necessità di organizzazione di un gruppo per sfruttare le risorse che lo circondano.
Basandosi sulla propria esperienza nella archeologia mesoamericana e orientatosi verso il neoevoluzionismo, Piña Chán propose una cronologia che si allontanava in molti aspetti da quella tradizionale. Il principio è così riassunto dallo stesso Piña Chán:
La cronologia di Piña Chán è suddivisa in quattro grandi periodi. A differenza della cronologia tradizionale mesoamericana, Piña Chán pose il principio della storia mesoamericana precolombiana al XXX millennio a.C. (attorno all'anno 30000 a.C.), che coincide con la datazione dei più antichi reperti umani trovati in Messico A partire da questo momento sarebbe cominciato un lungo periodo di adattamento all'ambiente dell'America Centrale che si sarebbe poi concluso con lo sviluppo dell'agricoltura ed il conseguente abbandono del nomadismo da parte dei gruppi umani; questo periodo sarebbe durato fino al V millennio a.C.
Fino al XII secolo a.C. in Mesoamerica le prime comunità sedentarie avrebbero ceduto il passo alla formazione di comunità e poi a centri cerimoniali, che avrebbero poi portato alla formazione di uno stato nella Mesoamerica.
Di fatto, ciò che la cronologia tradizionale inquadra come storia mesoamericana propriamente detta, Piña Chán la divise in due grandi periodi. Si tratta delle epoche denominate Popoli e stati teocratici (dal XII secolo a.C. al IX secolo a.C.) e Popoli e stati militaristi (dal IX secolo a.C. al 1521).
Le principali critiche a questa cronologia possono essere riassunte in due punti. Da un lato, Enrique Nalda ha fatto notare come la fine del nomadismo non si possa far risalire esattamente al V millennio a.C., visto che i reperti indicano che a quell'epoca forme di agricoltura esistevano solo in alcune zone. In accordo con i reperti archeologici, la pratica di questa attività non sarebbe stata così intensiva da permettere il sostentamento di un gruppo umano senza ricorrere anche alla caccia e raccolta.
D'altro canto, Piña Chán cadde nello stesso errore di Eric Wolf nel concepire come teocratici gli stati che si svilupparono nel terzo periodo della propria cronologia (corrispondente ai periodi Preclassico e Classico della cronologia tradizionale) e come stati militaristi quelli che fiorirono tra i secoli X e XVI (periodo Postclassico della cronologia tradizionale). Come le investigazioni archeologiche hanno dimostrato posteriormente, tutte le società mesoamericane, dagli Olmechi agli Aztechi condussero guerre.
| Cronologia proposta da Piña Chán                | |                                                      | |
| Secolo                                          | Periodo | Sottoperiodo                                         | Successi rilevanti |
| 30000-5000 a.C.                                 | Raccoglitori e cacciatori nomadi | Preagricola 30000-7000 a. C.                         | - Primi indizi di occupazione umana nella Mesoamerica. El Cedral (San Luis Potosí) Tlapacoya (Messico) Mujer del Peñón (Distrito Federal) - Diffusione della Cultura Clovis - Sussistenza a partire da caccia e raccolta |
| Protoagricola 7000-5000 a. C.                   | - Prove degli inizi dell'agricoltura, tra i quali la coltivazione di alcune varietà di zucca (Cucurbita pepo e Lagenaria siceraria). - La dipendenza dei prodotti ottenuti dalla caccia e raccolta obbliga il costante movimento dei gruppi umani. - Coltivazione del mais, del fagiolo e del peperone/peperoncino.                                                                                         |                                                      | |
| 5000-1200 a. C.                                 | Comunità sedentarie Sociedades de jefatura | Inizio dell'agricoltura 5000-2000 a. C.              | - comparsa dei primi insediamenti nettamente sedentari, dipendenti dalla agricoltura. - Prime manifatture di ceramica a Puerto Marqués (ceramica Pox) e nella valle de Tehuacán (fase Purrón). |
| Agrícola aldeano 2000-1200 a. C.                | - Compaiono le prime comunità sedentarie, con uso scarsamente differenziato dello spazio. - Consolidamento della produzione di ceramica. |                                                      | |
| 1200 a.C.-900 d.C.                              | Popoli e stati teocratici Comparsa dello stato nella Mesoamerica | Villaggi e centri cerimoniali ss. XII a. C.-II d. C. | - Compaiono i primi centri cerimoniali di importanza regionale, tra i quali Cuicuilco, Tlatilco e Tlapacoya. - Gli insediamenti mesoamericani crescono in grandezza e popolazione senza giungere ad essere vere e proprie città: i più importanti di questi centri hanno soprattutto una funzione religiosa e la vita conserva varie caratteristiche di quella delle precedenti comunità. - Fioritura della cultura olmeca a La Venta, Tres Zapotes e San Lorenzo. - Fondazione di Teotihuacan, Monte Albán e Izapa. |
| Centri urbani ss. III secolo-IX secolo          | - Fioritura degli antichi centri cerimoniali, che si convertono quasi tutti in vere e proprie città con alta specificità dell'uso dello spazio. - Urbanizzazione e architettura monumentale. - Fioritura degli stati teocratici a Teotihuacan, Monte Albán e nella regione Maya. - Rafforzamento delle reti di scambio commerciale mesoamericane. - Prime migrazioni chichimeche verso la fine del periodo. |                                                      | |
| 1200 a.C.-900 d. C.                             | Popoli e stati militaristi | Città e signorie militariste ss. IX-XIII d. C.       | - Fioritura degli stati militaristi di carattere regionale a Tula, nella penisola dello Yucatan e Mixteca. |
| Signorie e metropoli imperialiste ss. XIII-1521 | - Fioritura dei grandi popoli imperialisti della Mesoamerica: tarasco a Michoacán e i Mexica nella valle di México. - Fine della civiltà mesoamericana con la conquista spagnola. |                                                      | |

## Cronologia di Duverger
Christian Duverger è uno degli autori più critici rispetto alla cronologia impiegata tradizionalmente nell'archeologia e nella storiografia della Mesoamerica. Secondo questo autore, la storia della Mesoamerica non inizia con la comparsa della ceramica, conquista tecnologica circa la quale lo stesso autore esprime dubbi e perplessità, rifiutando di accettare come validi i reperti di Puerto Marqués (cerámica Pox) e la fase Purrón proposta da Robert Mac Neish per la Valle de Tehuacán.
Entrambi i siti sono stati datati tradizionalmente alla metà del terzo millennio prima dell'era cristiana, ma in circostanze che, a detta di alcuni specialisti, incluso lo stesso Duverger e Christine Niederberger (2005), sono "sospette" o "insufficientemente sostenute". Sul caso dei primi reperti egli considera che posseggano un'antichità di molto inferiore rispetto a quella supposta (ad esempio colloca la ceramica della civiltà Capacha nell'VIII secolo a.C., in aperto contrasto con la data fissata da Isabel Trusdell Kelly, corrispondente al XV secolo a.C.), a meno che non si possano considerare come progressi propriamente mesoamericani, facendo coincidere l'inizio della civilizzazione della Mesoamerica con la diffusione dei tratti culturali che si identificano con la civiltà Olmeca.
Secondo Duverger, la storia preispanica del Mesoamerica si divide in cinque epoche, ognuna corrispondente con la fioritura e la diffusione panmesoamericana di certi stili ben conosciuti a partire dai materiali archeologici della regione. La proposta di Duverger cerca di dar conto della continuità della civilizzazione mesoamericana (dal XII secolo a.C. al 1521) in contrasto con la cronologia tradizionale (che, secondo l'autore, privilegia le rotture) ricorrendo all'idea che tutta la storia precolombiana del Mesoamerica possa riassumersi in un processo di sfumatura nel quale gradatamente si impongono i tratti culturali propri dei popoli nahua, che sarebbero il "cemento" della civiltà mesoamericana. La sua cronologia è minoritaria, come quella di Piña Chán, e non è riuscita a sostituire quella tradizionale.
| Cronologia proposta da Duverger per il Mesoamerica |       |                         | |
| Secolo                                             | Epoca | Nome alternativo        | Fatti rilevanti |
| XII secolo a.C.                                    | I     | Orizzonte degli Olmechi | - Diffusione dello stile olmeco in tutta la regione mesoamericana, escludendo la parte occidentale e una parte del centro del Messico. - Sviluppo del sistema di scrittura e del calendario di 260 giorni. - Sviluppo del lapidario e dell'intaglio di piccoli pezzi di giada. - Culto del giaguaro, come divinità del dualismo acqua-fuoco - La regione con maggiore attività culturale nella Mesoamerica è il nord dell'Istmo di Tehuantepec. |
| XI secolo a.C.                                     |       |                         | |
| X secolo a.C.                                      |       |                         | |
| IX secolo a.C.                                     |       |                         | |
| VIII secolo a.C.                                   |       |                         | |
| VII secolo a.C.                                    |       |                         | |
| VI secolo a.C.                                     |       |                         | |
| V secolo a.C.                                      | II    | Crescite regionali      | - Scomparsa degli Olmechi. - Comparsa del lungo computo mesoamericano. - Cultura epiolmeca. Teste colossali di La Venta, San Lorenzo e Tres Zapotes. - Fioritura di Takalik Abaj, Kaminaljuyú, Izapa e Chiapa de Corzo nella Costa sud del Oceano Pacifico - Inizia la costruzione della Cholula, Teotihuacan e Monte Albán. - Espansionismo protozapoteco. - Debole mesoamericanizzazione dell'occidente. Cuicuilco rimane fuori dalla tradizione mesoamericana, sebbene i suoi rivali nella Valle di México, come Teotihuacan, Tlatilco e Tlapacoya mostrino una forte presenza nahua. |
| IV secolo a.C.                                     |       |                         | |
| III secolo a.C.                                    |       |                         | |
| II secolo a.C.                                     |       |                         | |
| I secolo a.C.                                      |       |                         | |
| I secolo d.C.                                      |       |                         | |
| II secolo d.C.                                     |       |                         | |
| III secolo                                         | III   | Mesoamerica bipolare    | - Predominio nahua-teotihuacan nella Mesoamerica. Fioritura di Monte Albán e Cholula come parte della sfera nahua. - Architettura monumentale mesoamericana. Comparsa di altre culture mesoamericane con forti componenti nahua (Civiltà Mezcala, Totonachi). - Nascita della civiltà maya. Il mondo maya disputa l'egemonia mesoamericana ai nahua del Centro del Messico. Sviluppo della scrittura maya, perfezionamento maya del calendario mesoamericano. - Mesoamericanizzazione dell'occidente che coincide con la scomparsa delle civiltà di Colima, Jalisco e Nayarit. Michoacán mostra una grande resistenza alla neutralizzazione. - Declino del predominio nahua in Mesoamérica. Rovina di Teotihuacan e Monte Albán. Breve presenza dei Maya nell'Altiplano Central (Xochicalco, Cacaxtla). Declino dei Maya. |
| IV secolo                                          |       |                         | |
| V secolo                                           |       |                         | |
| VI secolo                                          |       |                         | |
| VII secolo                                         |       |                         | |
| VIII secolo                                        |       |                         | |
| IX secolo                                          | IV    | Orizzonte tolteco       | - Cambia la componente nahua predominante nel Mesoamerica: adesso sono i Toltechi che impongono la propria egemonia. Toltechizzazione dei Maya. Fioritura della Civiltà mixteca, gruppo toltechizzato di Oaxaca. - Per la prima volta, la Regione Huasteca viene integrata nel Mesoamerica. La civiltà mesoamericana si estende definitivamente verso i popoli occidentali e verso il sud, sull'America Centrale, abbracciando una parte dei territori di Nicaragua e Costa Rica, dove si trovano popolazioni native di lingua otomangueana. - Innovazioni nella ceramica (tipi Tohil plumbea e Mazapa) e nell'architettura (introduzione della columnata e del tetto piano). Comparsa della metallurgia, probabilmente importata da Colombia, Panamá e Ecuador. - Diffusione del culto di Quetzalcóatl.                  |
| X secolo                                           |       |                         | |
| XI secolo                                          |       |                         | |
| XII secolo                                         |       |                         | |
| XIII secolo                                        |       |                         | |
| XIV secolo                                         | V     | Orizzonte azteco        | - Espansione della cultura azteca. Penetrazione della cultura mesoamericana a Michoacán, sia per la nahuatizzazione della costa che per la fusione con i Taraschi. - Dominio diretto di México-Tenochtitlan e dei suoi alleati della Triplice Alleanza (Tetzcuco e Tlacopan) su un ampio territorio e una popolazione multietnica. Esistono gruppi nahua in Centroamerica, come i pipil, indipendenti dal potere Azteco |
| XV secolo                                          |       |                         | |
| 1519                                               |       |                         | |

### Civiltà
- Aztechi
- Huastechi
- Mixtechi
- Maya
- Olmechi
- Pipil
- Tarasco
- Teotihuacán
- Toltechi
- Totonachi
- Zapotechi
- Cultura classica di Veracruz